# Військове співробітництво ЄС та США
Військове співробітництво Європейського Союзу та Сполучених Штатів Америки – це складова частина взаємної політики двох суб‘єктів, що направлена на підтримання міжнародної безпеки, забезпечення обороноздатності та запобігання виникненню збройних конфліктів. Військове співробітництво між ЄС та США відбувається через військово-політичну організацію НАТО.

## Передмова
Після розпаду СРСР та припинення діяльності Організації Варшавського Договору (ОВД), суспільно-політичних змін і реформ політичних та економічних систем у колишніх соціалістичних країнах Центральної Європи, перед НАТО виникло питання про трансформацію організації. У 1990 році відбувся Лондонський саміт, на якому глави держав та урядів країн Альянсу оприлюднили Лондонську декларацію про трансформацію Північноатлантичного Альянсу. Згодом, у листопаді 1991 року була проголошена перша Стратегічна концепція НАТО. 
Руйнування старих порядків та реформація НАТО підштовхнули європейську спільноту переглянути власну політику безпеки та оборони. 9-10 грудня 1991 року відбулося засідання Європейської Ради, на якому було ухвалено низку рішень щодо спільної зовнішньої політики і політики в галузі безпеки ЄС. У лютому 1992 році ЄС ухвалив Маастрихтський договір. Західноєвропейський союз взяв на себе повноваження у галузі безпеки та оборони ЄС, а НАТО, в свою чергу, одразу налагодили тісне співробітництво з ЗЄС. У січні 1994 року Лідери країн-членів Альянсу домовилися про те, щоб колективні активи Альянсу були доступні для операцій ЗЄС на основі консультацій у Північноатлантичній раді.
У червні 1996 року відбулася зустріч міністрів закордонних справ країн НАТО. Результатом переговорів стало створення в рамках НАТО європейської ідентичності безпеки та оборони (ESDI). Метою новоствореної ініціативи було відновлення рівноваги між Європою та Північною Америкою.
Таким чином, після розпаду СРСР офіційних відносин між НАТО та ЄС не було. Однак, наприкінці 2000 року відбулася формальна передача функцій ЗЄС. У вересні того ж року Генеральний секретар НАТО та Голова Ради ЄС обмінялися листами з метою визначення областей співпраці у питаннях безпеки та оборони.

## Домовленості «Берлін-плюс»
У вересні 2001 року відбулися терористичні атаки на США, які спонукали союзників переглянути власну політику безпеки та оборони. У 2002 році НАТО та ЄС видали спільну декларацію та підписали домовленості під назвою «Берлін-плюс». Домовленості базувалися на визнанні того, що члени обох організацій мають однаковий набір сил і обмежені оборонні ресурси для проведення операцій у сфері оборони та захисту. Усі операції, які проводяться під егідою ЄС, можуть вільно використовувати сили і засоби НАТО навіть у випадку, якщо Альянс, в цілому, не задіяний. Домовленості пройшли первинну апробацію під час військових операцій у Македонії в операції «Конкордія» (2003 рік), і в Боснії і Герцеговині в операції «Алтея» (2004 рік). 

## Війна коаліції проти Іраку
Військове співробітництво ЄС та США не завжди мало одностайний характер. Німеччина та Франція активно протидіяли американському вторгненню в Ірак. Європейська спільнота підтримувала повалення режиму Саддама Хусейна, але не погоджувалася з методами, які застосовували США. Також, США виступали за збільшення військової присутності європейських держав-членів ЄС у Афганістані, але ЄС переважно не підтримував цю ідею за умов відсутності чіткої стратегії.
У 2014 році Ісламська держава Іраку та Леванту (ІДІЛ) проголосила халіфат, оголосила територіальні претензії до низки країн (у тому числі й до України) та почала захоплювати територію Сирії. У серпні 2014 року за сприяння США була зібрана коаліція для боротьби з Ісламською Державою. До складу коаліції увійшли представники НАТО, Ліги Арабських держав та ЄС. 
4-5 вересня 2014 року відбувся Уельський саміт, на якому обговорювалися питання щодо ведення бойових дій підрозділами НАТО. Країнами-членами НАТО було прийнято рішення про надання військової підтримки іракським партнерам по коаліції та перешкоджання джерелам фінансування ІДІЛ.
25 травня 2017 року на Брюсельському саміті НАТО було прийнято рішення про приєднання сил Альянсу до коаліції. Почалося активне застосування розвідувальної авіації, дозаправка бомбардувальників у повітрі спеціальними літаками НАТО і створення антитерористичного розвідувального підрозділу при штаб-квартирі НАТО в Брюсселі.
У результаті військового втручання Сполучених Штатів, Євросоюзу та держав Арабської Ліги, Ісламська Держава втратила контроль над Сирією та іншими територіями, що були під її контролем.